# Les Bons Villers
Les Bons Villers (wa. Les Bons Viyés) – miejscowość i gmina w Belgii, w Regionie Walońskim, w prowincji Hainaut, w okręgu Charleroi. 1 stycznia 2024 r. liczyła 9586 mieszkańców.

## Podział administracyjny
W skład gminy wchodzi pięć dzielnic (section):
- Frasnes-lez-Gosselies
- Mellet
- Rèves
- Villers-Perwin
- Wayaux